# Liste der Baudenkmäler in Würselen
Die Liste der Baudenkmäler in Würselen enthält die denkmalgeschützten Bauwerke auf dem Gebiet der Stadt Würselen im Städteregion Aachen in Nordrhein-Westfalen (Stand: Februar 2019). Diese Baudenkmäler sind in der Denkmalliste der Stadt Würselen eingetragen; Grundlage für die Aufnahme ist das Denkmalschutzgesetz Nordrhein-Westfalen (DSchG NRW).

Baudenkmäler sind „Denkmäler, die aus baulichen Anlagen oder Teilen baulicher Anlagen bestehen“. Die Denkmalliste der Stadt Würselen umfasst 115 Baudenkmäler, darunter 56 Wohnhäuser, 25 Kleindenkmäler, je neun Hofanlagen und Kirchen, Synagogen oder Kapellen, fünf öffentliche Gebäude, je drei Adelssitze und Industrie- oder Infrastrukturanlagen, je zwei Friedhöfe und Burgen sowie eine Mühle.

## Baudenkmäler
Die Liste umfasst falls vorhanden eine Fotografie des Denkmals, als Bezeichnung falls vorhanden den Namen, sonst kursiv den Gebäudetyp, die Ortschaft in der das Baudenkmal liegt und die Adresse, falls bekannt die Bauzeit, das Datum der Unterschutzstellung und die Eintragungsnummer der unteren Denkmalbehörde der Stadt Würselen. Der Name entspricht dabei der Bezeichnung durch die untere Denkmalbehörde der Stadt Würselen. Abkürzungen wurden zum besseren Verständnis aufgelöst, die Typografie an die in der Wikipedia übliche angepasst und Tippfehler korrigiert.
| Bild                                                                          | Bezeichnung                                                                   | Lage                                                                         | Beschreibung | Bauzeit                     | Eingetragen seit | Denkmal- nummer |
| ----------------------------------------------------------------------------- | ----------------------------------------------------------------------------- | ---------------------------------------------------------------------------- | --- | --------------------------- | ---------------- | --------------- |
| Gefallenendenkmal des Krieges 1870/71                                         | Gefallenendenkmal des Krieges 1870/71                                         | Scherberg Aachener Straße/Maarstraße Karte                                   | Obelisk aus Granit mit den Namen der im Deutsch-Französischen Krieg 1870/71 gefallenen Würselenern. Auf der Spitze der Reichsadler, seitlich Plaketten von Bismarck und Moltke. Die Arbeiten stammen aus der Werkstadt Forster, Düsseldorf. | 1910/1911                   | 19.12.1984       | A 58/St         |
| weitere Bilder                                                                | Gut Kaisersruh                                                                | Scherberg Aachener Straße 154 Karte                                          | | 19. Jh.; Restaurierung 2018 | 13.12.1984       | A 51/P          |
| Kutscherhaus/Brunnen von Gut Kaisersruh                                       | Kutscherhaus/Brunnen von Gut Kaisersruh                                       | Scherberg Aachener Straße 154 Karte                                          | |                             | 25.10.1990       | A 51/P          |
| Hofanlage                                                                     | Hofanlage                                                                     | Oppen-Haal Aachener Straße 221–223 Karte                                     | |                             | 15.05.1985       | A 68/P          |
| Hofanlage                                                                     | Hofanlage                                                                     | Oppen-Haal Aachener Straße 243–245 Karte                                     | |                             | 19.05.2003       | A 118/P         |
| weitere Bilder                                                                | Adamsmühle                                                                    | Scherberg Adamsmühle 1 Karte                                                 | Hofanlage | 1725–1750                   | 15.05.1994       | A 39/P          |
| Bardenberger Mühle                                                            | Bardenberger Mühle                                                            | Bardenberg Alte Mühle 1–8 Karte                                              | | 18/19. Jh.                  | 19.12.1984       | A 55/P          |
| Alte Schule                                                                   | Alte Schule                                                                   | Bardenberg Am Kaiser Karte                                                   | Ehemaliges Schulgebäude | 1904–1907                   | 19.12.1984       | A 52/St         |
| Stollenmundloch der Grube Gouley                                              | Stollenmundloch der Grube Gouley                                              | Bardenberg Am Knopp Karte                                                    | | 1837                        | 19.11.1982       | A 04/P          |
| Wohnhaus                                                                      | Wohnhaus                                                                      | Bardenberg Am Knopp 1 Karte                                                  | |                             | 16.04.1984       | A 15/P          |
| Wohnhaus                                                                      | Wohnhaus                                                                      | Bardenberg An Steinhaus 3 Karte                                              | |                             | 16.04.1984       | A 16/P          |
| Wohnhaus                                                                      | Wohnhaus                                                                      | Bardenberg An Steinhaus 11 Karte                                             | |                             | 16.04.1984       | A 17/P          |
| Wohnhaus                                                                      | Wohnhaus                                                                      | Bardenberg An Steinhaus 21 Karte                                             | |                             | 19.12.1984       | A 56/P          |
| Wohnhaus                                                                      | Wohnhaus                                                                      | Morsbach Bardenberger Straße 92–98 Karte                                     | | 1928/1929                   | 07.03.1985       | A 66/P          |
| Hofanlage                                                                     | Hofanlage                                                                     | Birk 47 Karte                                                                | | 1789                        | 16.04.1984       | A 19/P          |
| Gut Paffenholz                                                                | Gut Paffenholz                                                                | Birk 80 Karte                                                                | 1191 erstmals urkundlich erwähnt, größere Umbauten 1662 und 1777, Dachstuhl mit gekrümmten Eichenbindern aus dem 17. Jahrhundert |                             | 17.03.1983       | A 12/P          |
| Westturm der ehemaligen katholischen Pfarrkirche Broich (Heilig Geist Kirche) | Westturm der ehemaligen katholischen Pfarrkirche Broich (Heilig Geist Kirche) | Broichweiden Broicher Straße 103 Karte                                       | | 15. Jh.                     | 17.03.1983       | A 08/K          |
| Broicher Hof                                                                  | Broicher Hof                                                                  | Broichweiden Broicher Straße 105 Karte                                       | Wohnhaus/Hofanlage |                             | 17.04.1984       | A 30/P          |
| weitere Bilder                                                                | Burg Wilhelmstein                                                             | Bardenberg Burg Wilhelmstein Karte                                           | |                             | 19.11.1982       | A 01/P          |
| Wohnhaus/Gastwirtschaft                                                       | Wohnhaus/Gastwirtschaft                                                       | Broichweiden Buschstraße 34–36                                               | |                             | 17.04.1984       | A 31/P          |
| Wohnhaus                                                                      | Wohnhaus                                                                      | Weiden Dommerswinkel 61 Karte                                                | |                             | 16.05.1984       | A 50/P          |
| ehemaliges Rathaus/Schule                                                     | ehemaliges Rathaus/Schule                                                     | Bardenberg Dorfstraße 1 Karte                                                | 1829 in klassizistischer Form als Schul- und Gemeindehaus erbaut. Erweiterung im Jahr 1840. Ab 1907 vollständig für Zwecke der Gemeindeverwaltung umgebaut und genutzt. | 1829                        | 07.03.1985       | A 63/P          |
| Wohnhaus/Gastwirtschaft                                                       | Wohnhaus/Gastwirtschaft                                                       | Bardenberg Dorfstraße 14 Karte                                               | |                             | 16.04.1984       | A 20/P          |
| Wohnhaus/Hofanlage                                                            | Wohnhaus/Hofanlage                                                            | Bardenberg Dorfstraße 33 Karte                                               | |                             | 16.04.1984       | A21/P           |
| Wohnhaus                                                                      | Wohnhaus                                                                      | Bardenberg Dr. Hans Böckler Platz 7 Karte                                    | |                             | 07.03.1985       | A 64/P          |
| Wohnhaus/Hofanlage                                                            | Wohnhaus/Hofanlage                                                            | Elchenrath Elchenrather Straße 116 Karte                                     | |                             | 16.05.1984       | A 49/P          |
| Wohnhaus/Hofanlage                                                            | Wohnhaus/Hofanlage                                                            | Linden-Neusen Endstraße 22 Karte                                             | | 1667                        | 17.04.1984       | A 32/P          |
| Wasserpumpe                                                                   | Wasserpumpe                                                                   | Broichweiden Eschweiler Straße 23 Karte                                      | |                             | 17.02.1987       | A 117/P         |
| Wohnhaus/Hofanlage                                                            | Wohnhaus/Hofanlage                                                            | Broichweiden Eschweiler Straße 33 Karte                                      | |                             | 17.04.1984       | A 33/P          |
| Wohnhaus/Hofanlage                                                            | Wohnhaus/Hofanlage                                                            | Broichweiden Eschweiler Straße 35 Karte                                      | |                             | 17.04.1984       | A 34/P          |
| weitere Bilder                                                                | katholische Pfarrkirche St. Willibrord                                        | Euchen Euchener Straße Karte                                                 | 1533 erstmals erwähnt, 1725 umgebaut, 1912/13 erweitert durch Dombaumeister Joseph Buchkremer, 1944 zerstört, bis 1954 Wiederaufbau bei Verwendung der erhaltenen Mauersubstanz durch Dombaumeister Felix Kreusch |                             | 17.03.1983       | A 09/K          |
| Hofanlage                                                                     | Hofanlage                                                                     | Euchen Euchener Straße 35 Karte                                              | | 1723                        | 15.05.1984       | A 44/P          |
| Wohnhaus                                                                      | Wohnhaus                                                                      | Euchen Euchener Straße 47 Karte                                              | |                             | 29.11.1985       | A 97/P          |
| Wohnhaus                                                                      | Wohnhaus                                                                      | Euchen Euchener Straße 59 Karte                                              | |                             | 15.05.1984       | A 42/P          |
| Wohnhaus/Hofanlage                                                            | Wohnhaus/Hofanlage                                                            | Euchen Fabrikgasse 27 Karte                                                  | |                             | 17.04.1984       | A 35/P          |
| Wohnhaus                                                                      | Wohnhaus                                                                      | Pley Fahrloch 1 Karte                                                        | |                             | 16.04.1984       | A 18/P          |
| Wohnhaus/Hofanlage                                                            | Wohnhaus/Hofanlage                                                            | Broichweiden Friedhofstraße 22 Feldstraße 134 Karte                          | | 1786                        | 17.01.1985       | A 59/P          |
| Wohnhaus/Hofanlage                                                            | Wohnhaus/Hofanlage                                                            | Morsbach Gouleystraße 97 Karte                                               | |                             | 16.05.1984       | A 45/P          |
| Wohnhaus                                                                      | Wohnhaus                                                                      | Bardenberg Grindelstraße 17 Karte                                            | |                             | 16.04.1984       | A 22/P          |
| Wohnhaus/Hofanlage                                                            | Wohnhaus/Hofanlage                                                            | Vorweiden Grüner Weg 29 Karte                                                | | 1723                        | 17.04.1984       | A 36/P          |
|                                                                               | Felsenkeller/Bierkeller                                                       | Oppen-Haal Haaler Straße / Torresberg                                        | |                             | 09.10.2012       | A 119/P         |
| Hofanlage                                                                     | Hofanlage                                                                     | Oppen-Haal Haaler Straße 83 Karte                                            | |                             | 16.05.1984       | A 46/P          |
| Wohnhaus/Hofanlage                                                            | Wohnhaus/Hofanlage                                                            | Broichweiden Hauptstraße 20 Karte                                            | |                             | 17.04.1984       | A 37/P          |
| Wohnhaus/Hofanlage                                                            | Wohnhaus/Hofanlage                                                            | Broichweiden Hauptstraße 22 Karte                                            | |                             | 17.04.1984       | A 38/P          |
| Wohnhaus                                                                      | Wohnhaus                                                                      | Broichweiden Hauptstraße 41 Karte                                            | |                             | 07.03.1985       | A 61/P          |
| Wohnhaus/Hofanlage                                                            | Wohnhaus/Hofanlage                                                            | Broichweiden Hauptstraße 61 Karte                                            | |                             | 07.03.1983       | A 60/P          |
| Wohnhaus/Goebbelshof                                                          | Wohnhaus/Goebbelshof                                                          | Bardenberg Heidestraße 12–14 Karte                                           | langgestreckter Trkt (Nr. 14) mit Satteldach aus dem 19. Jh., Vorbau mit Walmdach (Nr. 12) später nachgebaut. Ehemaliger Bauernhof mit umfangreichen Stallungen und Wiesen, seit fünf Generationen Eigentum der Fam. Goebbels, die dem Hof den Namen gaben. | 19. Jh.                     | 07.03.1985       | A 62/P          |
| ehemaliger Grenzstein                                                         | ehemaliger Grenzstein                                                         | Broichweiden gegenüber Jülicher Straße 1 Karte                               | Der Grenzstein steht auf dem Jodokusplatz (gegenüber Jülicher Straße 1), das ist aber nicht sein ursprünglicher Platz. Der Stein wurde auf dem Feld gefunden und nach hier verbracht, weil hier die Grenze verlief. |                             | 04.10.1985       | A 80/St         |
| ehemaliger Grenzstein                                                         | ehemaliger Grenzstein                                                         | Broichweiden Jülicher Straße 1 Karte                                         | |                             | 04.10.1985       | A 79/St         |
| Gut Delahaye                                                                  | Gut Delahaye                                                                  | Broichweiden Jülicher Straße 1–3 Karte                                       | vierflügelige Hofanlage aus Feldbrandstein, mit Einfassungen aus Blaustein | um 1775                     | 15.05.1984       | A 41/P          |
| Wohnhaus/Hofanlage                                                            | Wohnhaus/Hofanlage                                                            | Broichweiden Jülicher Straße 102 Karte                                       | |                             | 10.08.1984       | A 40/P          |
| weitere Bilder                                                                | evangelische Kirche Broichweiden                                              | Broichweiden Jülicher Straße 107 Karte                                       | die Kirche, die im Broichweidener Ortsteil Vorweiden liegt ist vom Architekten Johann Peter Cremer. | 1847                        | 17.03.1983       | A 10/K          |
| Altes Rathaus                                                                 | Altes Rathaus                                                                 | Zentrum Kaiserstraße 36 Karte                                                | | Grundsteinlegung 1904       | 19.12.1984       | A 57/St         |
| Wohnhaus                                                                      | Wohnhaus                                                                      | Zentrum Kaiserstraße 38 Karte                                                | |                             | 07.03.2016       | A 120/P         |
| weitere Bilder                                                                | katholische Pfarrkirche St. Peter und Paul                                    | Bardenberg Kirchenstraße Karte                                               | 1914–1920 erbaut durch Kreisbaumeister Heinrich van Kann aus Haaren. Der Kirchturm wurde 1922 fertiggestellt. Im Jahr 1926 wird die Kirche konsekriert. | 1914–1920                   | 17.03.1983       | A 07/K          |
| Gut Steinhaus                                                                 | Gut Steinhaus                                                                 | Bardenberg Kirchenstraße 2 Karte                                             | Die Hofstelle geht auf das 9. Jahrhundert zurück, Gebäude im 16. Jahrhundert zerstört und neu aufgebaut, Scheunen und Stallgebäude im 18. Jahrhundert erneuert. | 16. / 18. Jh.               | 17.03.1983       | A 13/P          |
| Wohnhaus                                                                      | Wohnhaus                                                                      | Bardenberg Kirchenstraße 13 Karte                                            | |                             | 16.04.1984       | A 25/P          |
| Wohnhaus/Wohnanlage                                                           | Wohnhaus/Wohnanlage                                                           | Bardenberg Kirchenstraße 15–17 Karte                                         | |                             | 16.04.1984       | A 26/P          |
| Pfarrhaus                                                                     | Pfarrhaus                                                                     | Bardenberg Kirchenstraße 43 Karte                                            | 2-geschossiger Bau aus Bruch- und Feldbrandstein gegliedert durch 5 Fensterachsen mit stichbogigen Blausteingewänden. Tonnengewölbter Keller. | 1770–1775                   | 16.04.1984       | A 27/K          |
| preußischer Meilenstein                                                       | preußischer Meilenstein                                                       | Birk Krefelder Straße Karte                                                  | |                             | 01.08.1988       | A 70/B          |
| weitere Bilder                                                                | katholische Pfarrkirche St. Nikolaus, Linden-Neusen                           | Broichweiden Lindener Straße 154 Karte                                       | neogotische Basilika erbaut vom Aachener Dombaumeister Joseph Buchkremer. | 1903–1906                   | 17.03.1983       | A 06/K          |
| Wohnhaus/Hofanlage                                                            | Wohnhaus/Hofanlage                                                            | Linden-Neusen Lindener Straße 72–74 Karte                                    | |                             | 29.11.1985       | A 112/P         |
| Wohnhaus/Hofanlage                                                            | Wohnhaus/Hofanlage                                                            | Linden-Neusen Lindener Straße 79 Karte                                       | Der historische Vierkanthof wird zurzeit einer aufwendigen Sanierung in ein Mehrgenerationen-Wohnprojekt unterzogen. Der ursprüngliche Charakter der Anlage soll dabei erhalten bleiben. | 1817                        | 29.11.1985       | A 113/P         |
| Wohnhaus/Hofanlage                                                            | Wohnhaus/Hofanlage                                                            | Linden-Neusen Lindener Straße 83 Karte                                       | |                             | 29.11.1985       | A 114/P         |
| Wohnhaus/Hofanlage                                                            | Wohnhaus/Hofanlage                                                            | Linden-Neusen Lindener Straße 85 Karte                                       | |                             | 29.11.1985       | A 111/P         |
| Wohnhaus/Hofanlage                                                            | Wohnhaus/Hofanlage                                                            | Linden-Neusen Lindener Straße 114 Karte                                      | |                             | 29.11.1985       | A 110/P         |
| Wohnhaus                                                                      | Wohnhaus                                                                      | Linden-Neusen Lindener Straße 153 Karte                                      | |                             | 29.11.1985       | A 109/P         |
| Wohnhaus/Hofanlage                                                            | Wohnhaus/Hofanlage                                                            | Linden-Neusen Lindener Straße 175 Karte                                      | |                             | 29.11.1985       | A 108/P         |
| ehemalige Synagoge                                                            | ehemalige Synagoge                                                            | Bissen Lindenplatz 3 Karte                                                   | |                             | 23.10.1989       | A 115/P         |
| Wohnhaus                                                                      | Wohnhaus                                                                      | Bissen Lindenplatz 15 Karte                                                  | | 1902                        | 16.05.1984       | A 47/P          |
| Postgebäude                                                                   | Postgebäude                                                                   | Bissen Lindenplatz 25 Karte                                                  | |                             | 08.04.2022       | A121/P          |
| katholische Pfarrkirche St. Lucia                                             | katholische Pfarrkirche St. Lucia                                             | Broichweiden Luciastraße 2 Karte                                             | 3-schiffige Backsteinkirche in neogotischen Formen | 1902                        | 17.03.1983       | A 05/K          |
| Wohnhaus                                                                      | Wohnhaus                                                                      | Linden-Neusen Neusener Straße 5 Karte                                        | | 1756                        | 29.11.1985       | A 96/P          |
| Wohnhaus                                                                      | Wohnhaus                                                                      | Linden-Neusen Neusener Straße 36 Karte                                       | |                             | 29.11.1985       | A 107/P         |
| Wohnhaus                                                                      | Wohnhaus                                                                      | Linden-Neusen Neusener Straße 38 Karte                                       | | 1768                        | 29.11.1985       | A 106/P         |
| Wohnhaus                                                                      | Wohnhaus                                                                      | Linden-Neusen Neusener Straße 40 Karte                                       | |                             | 29.11.1985       | A 95/P          |
| Wohnhaus                                                                      | Wohnhaus                                                                      | Linden-Neusen Neusener Straße 51 Karte                                       | | 1784                        | 29.11.1985       | A 105/P         |
| Wohnhaus                                                                      | Wohnhaus                                                                      | Linden-Neusen Neusener Straße 63 Karte                                       | |                             | 29.11.1985       | A 104/P         |
| Wohnhaus                                                                      | Wohnhaus                                                                      | Linden-Neusen Neusener Straße 67 Karte                                       | |                             | 29.11.1985       | A 103/P         |
| Wohnhaus                                                                      | Wohnhaus                                                                      | Linden-Neusen Neusener Straße 71 Karte                                       | |                             | 29.11.1985       | A 102/P         |
| Wohnhaus                                                                      | Wohnhaus                                                                      | Linden-Neusen Neusener Straße 73 Karte                                       | |                             | 29.11.1985       | A 101/P         |
| Wohnhaus                                                                      | Wohnhaus                                                                      | Linden-Neusen Neusener Straße 82 Karte                                       | |                             | 29.11.1985       | A 100/P         |
| weitere Bilder                                                                | Wasserturm                                                                    | Bardenberg Niederbardenberger Straße 2 Karte                                 | | 1909–1911                   | 19.11.1982       | A 02/P          |
| Feuerwehr                                                                     | Feuerwehr                                                                     | Oppen-Haal Oppener Straße 111–115 Karte                                      | Alte Feuerwache | ab 1923                     | 15.05.1985       | A 67/St         |
| Feuerwehr                                                                     | Feuerwehr                                                                     | Oppen-Haal Oppener Straße 124–134 Karte                                      | Wohnhof | 1925                        | 15.05.1985       | A 67/St         |
| weitere Bilder                                                                | Grabsteine ehemaliger Priestergräber                                          | Bardenberg Kirchenstraße Karte                                               | |                             | 29.11.1985       | A 99/K          |
| weitere Bilder                                                                | Antoniuskapelle                                                               | Pley vor Gut Kuckum Karte                                                    | | 1899–1900                   | 19.12.1984       | A 53/St         |
| Wohnhaus/Hofanlage                                                            | Wohnhaus/Hofanlage                                                            | Pley 3–5 Karte                                                               | |                             | 06.02.1984       | A 14/P          |
| Wohnhaus/Hofanlage                                                            | Wohnhaus/Hofanlage                                                            | Pley 16–18 Karte                                                             | |                             | 16.04.1984       | A 24/P          |
| Wohnhaus/Hofanlage                                                            | Wohnhaus/Hofanlage                                                            | Pley 34 Karte                                                                | |                             | 16.04.1984       | A 28/P          |
| weitere Bilder                                                                | Gut Kuckum                                                                    | Pley 48 Karte                                                                | |                             | 17.03.1983       | A 11/P          |
| Wohnhaus/Hofanlage                                                            | Wohnhaus/Hofanlage                                                            | Bardenberg Schützenstraße 3 Karte                                            | |                             | 16.04.1984       | A 29/P          |
| Wohnhaus/Hofanlage                                                            | Wohnhaus/Hofanlage                                                            | Schweilbach Schweilbacher Straße 51 Karte                                    | |                             | 16.05.1984       | A 48/P          |
| weitere Bilder                                                                | katholische Pfarrkirche St. Sebastian, Würselen                               | Zentrum Sebastianusstraße Karte                                              | |                             | 19.11.1982       | A 03/K          |
| Torbogen                                                                      | Torbogen                                                                      | Scherberg Südstraße 2 Karte                                                  | |                             | 29.11.1985       | A 94/P          |
| weitere Bilder                                                                | jüdischer Friedhof Morsbach                                                   | Morsbach Waldstraße Karte                                                    | |                             | 29.11.1985       | A 98/St         |
| Wegekreuz                                                                     | Wegekreuz                                                                     | Bardenberg Am Mühlenhaus/Pleyer Straße Karte                                 | Dreigeschossiger Sockel mit Kreuz mit Knorpel und Kruzifix, 313 cm hoch, schräg abschließend, Blaustein. Im Querbalken eingemeißelt: „Mein Jesus Barmherzigkeit!“ und im Sockel die Inschrift: „Christus unsere Hoffnung 1891“. | 1891                        | 04.10.1985       | A 71/St         |
| weitere Bilder                                                                | Wegekreuz                                                                     | Bardenberg Bergstraße/Pleyer Straße Karte                                    | Kreuzanlage Siedlung Lothsief, Kreuz aus Puddeleisen mit Kruzifix, 284 cm | um 1800                     | 04.10.1985       | A 72/St         |
| Wegekreuz                                                                     | Wegekreuz                                                                     | Weiden Dommerswinkel/Joststraße Karte                                        | eingemeißelte Inschrift: „Christus hat für uns gelitten und uns ein Beispiel hinterlassen, dass wir in seine Fussstapfen eintreten sollen. 1 Petri 2.21“ „Erecta sum anno Domine 1888“ | 1888                        | 04.10.1985       | A 74/St         |
| Wegekreuz                                                                     | Wegekreuz                                                                     | Bardenberg vor Dorfstraße 25 Karte                                           | Im Kreuzmittelstück unter eingemeißeltem Kreuz ist die Inschrift: „Im Kreuz ist Heil“ und im untersten Sockel ist die Jahreszahl 1899 eingraviert Gesamthöhe 363 cm | 1899                        | 04.10.1985       | A 73/St         |
| weitere Bilder                                                                | Hochkreuz                                                                     | Bardenberg Friedhof Bardenberg Karte                                         | |                             | 04.10.1985       | A 81/St         |
| Hochkreuz                                                                     | Hochkreuz                                                                     | Linden-Neusen Friedhof Linden-Neusen Karte                                   | |                             | 04.10.1985       | A 91/St         |
| Alter Zentralfriedhof                                                         | Alter Zentralfriedhof                                                         | Zentrum Friedhof St. Sebastian Karte                                         | | 1880                        | 04.10.1985       | A 88/St         |
| Hochkreuz                                                                     | Hochkreuz                                                                     | Weiden Friedhof Weiden Alt Karte                                             | | 1879                        | 04.10.1985       | A 75/St         |
| Wegekreuz                                                                     | Wegekreuz                                                                     | Morsbach neben Gouleystraße 141 Karte                                        | Dreigeschossiger Sockel mit Kruzifix, 259 cm hoch, an der Stelle der 1879 abgebrochenen Balbinakapelle aus dem 15. Jahrhundert. Im Sockel ist die Inschrift: „O Kreuz unsere Hoffnung sei gegrüßt!“ eingraviert. | 1947                        | 04.10.1985       | A 76/St         |
| Wegekreuz                                                                     | Wegekreuz                                                                     | Bardenberg Grindelstraße/Heidestraße ursprünglicher Standort gegenüber Karte | Steinkreuz mit Kruzifix, 260 cm hoch. Der ursprüngliche Standort war auf der gegenüberliegenden Straße, wegen des Baus eines Transformatorenhäuschens war eine Translozierung notwendig geworden. Im Jahr 1975 Erneuerung von Kreuzbalken und -stamm. Im Jahr 1983 wurde der Korpus gestohlen und durch einen neuen ersetzt. Im Sockel ist die Inschrift: „IHS - Im Kreuz allein ist Heil.“ eingraviert. | 1887                        | 04.10.1985       | A 77/St         |
| Wegekreuz                                                                     | Wegekreuz                                                                     | Bardenberg vor Heidestraße 16 Karte                                          | Blaustein mit Kruzifix, 281 cm. Eingemeißelt: „Mein Jesus Barmherzigkeit!“ | 1891                        | 04.10.1985       | A 78/St         |
| Wegekreuz                                                                     | Wegekreuz                                                                     | Bissen Lindenplatz Karte                                                     | Oben auf dem Kreuz angebrachte Plakette mit der Inschrift „INRI“ |                             | 15.05.1990       | A 116/St        |
| Wegekreuz                                                                     | Wegekreuz                                                                     | Zentrum Neuhauser Straße 81 Karte                                            | Zur Erinnerung an einen tödlichen Unfall eines Kutschers von dessen Angehörigen errichtet. Die Formen sind der Gotik entlehnt, Blausteinsockel, Gusseisen mit Kruzifix, 198 cm hoch. Im Jahr 2014 mit neuem Sockel statt in Richtung Klosterstraße in Richtung Neuhauser Straße transloziert. Das Kreuz wurde mehrfach Opfer von Vandalismus.                                                            | 1877                        | 04.10.1985       | A 82/St         |
| Wegekreuz                                                                     | Wegekreuz                                                                     | Linden-Neusen seitlich von Ackerstraße 2 (früher Lindener Straße 99) Karte   | Sockel aus Kalkstein mit gerundetem Kopf, Holzkreuz mit Kruzifix, im Kreuzstamm „INRI“ sowie „S.CRUX – MISSIONIS – 1756 – 16.7 BRIS CONRAD – OTHMAN“ eingraviert. Restaurierung in 1972, Gesamthöhe 370 cm | 1756                        | 04.10.1985       | A 83/St         |
| Wegekreuz                                                                     | Wegekreuz                                                                     | Morsbach Neustraße, Krefelder Straße 75 Karte                                | Gesamthöhe: 245 cm, Inschrift „IHS“ mit Kreuz auf dem Querbalken des „H“. Name des Kreuzes ist „Immelen“. | 19. Jh.                     | 04.10.1985       | A 84/St         |
| Wegekreuz                                                                     | Wegekreuz                                                                     | Pley vor Pley 16 Karte                                                       | Sockel aus Blaustein, Kreuz aus Puddeleisen mit Kruzifix, 211 cm. In der Kreuzmitte hinter dem Korpus ein sechseckiger Stern, oberhalb davon ein geschwungenes Schild mit gespalteten Enden. Die Kreuzenden sind zu Rautenblättern ausgeschmiedet. Alter Standort war früher an der Antoniuskapelle in Pley, 1958 Translozierung an jetzigen Standort.                                                   | um 1800                     | 04.10.1985       | A 85/St         |
| Missionskreuz                                                                 | Missionskreuz                                                                 | Oppen-Haal Ravelsberger Straße Karte                                         | Missionskreuz (Kreuzanlage Haal), Metallgehäuse mit Satteldach, Holzkreuz, Gesamthöhe 470 cm. | 1756                        | 04.10.1985       | A 86/St         |
| weitere Bilder                                                                | Wegekreuz                                                                     | Dobach bei Salmanusstraße 40 Karte                                           | Salmanuskreuz; ehemaliger Standort der Salmanuskapelle über dem Grab des Einsiedlers Salmanus Inschrift: „Darin haben wir erkannt die Liebe, Dass er für uns sein Leben eingesetzt hat.“ I Joh. 6. 13. Inschrift auf dem unteren Sockel: „Mein Jesus Barmherzigkeit!“ | 1902                        | 04.10.1984       | A 87/St         |
| Hauskreuz                                                                     | Hauskreuz                                                                     | Scherberg Scherberger Straße 70–72 Karte                                     | Holzkreuz, Holz unter Schutzdach, 265 cm hoch, 2021 aufwändig restauriert, kurz darauf wurde der Kruxifix gestohlen, bis auf einen Arm wiedergefunden | Mitte 19. Jh.               | 04.10.1985       | A 89/St         |
| Hauskreuz                                                                     | Hauskreuz                                                                     | Schweilbach Schweilbacher Straße 51 Karte                                    | Kreuz mit Kruzifix, Holz unter Schutzdach, 281 cm hoch, aus 1830. Bei der Restaurierung im Jahr 2020 wurde die kleine ursprüngliche Plakette mit der Inschrift „INRI“ hinter dem Korpus wiedergefunden und angebracht. Im Querbalken eingeritzt: „ANNO 1830“. | 1830                        | 04.10.1985       | A 90/St         |
| Wegekreuz                                                                     | Wegekreuz                                                                     | Scherberg Südstraße, Meisberg Karte                                          | Hoher, breiter Sockel, durch Gesimse gegliedert, Knorpelkreuz, Blaustein mit Kruzifix, 318 cm hoch. Eingraviert: „OH HEILIGES KREUTZ SEI UNS GEGRÜST. DU UNSERE EINZIGE HOFFNUNG BIST, DEN FROMMEN MEHR GERECHTIGKEIT DEN SÜNDER SCHENK BARMHERZIGKEIT“. „SCHERBERG DEN 18 APRIL 1867“ | 1867                        | 04.10.1985       | A 93/St         |
| Wegekreuz                                                                     | Wegekreuz                                                                     | Scherberg neben Südstraße 2 Karte                                            | Aufgestellt als Gemeindekreuz für die Gemeinde Scherberg. 1950 Errichtung der heutigen Einfassung. Oben auf dem Kreuz angebrachte Plakette mit der Inschrift „INRI“. Auf dem untersten Sockel steht „Jesus sei mir gnädig! Jesus sei mir barmherzig! Jesus verzeih mir meine Sünden“. Gesamthöhe 382 cm.                                                                                                 | 1876                        | 04.10.1985       | A 92/St         |